# 清心流
清心流（せいしんりゅう）は、俰を表芸とする武術の流派である。

## 歴史
清心流とは、荒木夢仁斎（荒木流）又はその高弟の森霞之輔を祖とする荒木流から派生したとされる。
森霞之助の弟子の伊藤新之丞から複数の系統に分かれている。
伊藤の弟子に奥州生駒大善太夫の家老であった白岩五右衛門がいる。

## 内容
下記は伝書ごとの内容である。
荒木流道具之巻には多種多様な捕手に用いる道具が描かれている。道具の中の微塵は、ボーラと同じである。
清心流俰
表居組
右位、旨位、胸痛、寄壁、自故、額倒、拾手
立合
靭附、引捨、片羽返、後倒、髪旡
小具足脫身
横剣、竪剣、近剣、髪𬧱、冠剣、不開、両手、風呂詰
電返、折上、袖詰、大小詰、大杉倒、無妙、後詰
組合之巻
心移、胠髪、八勝、肘足、横身、手續、刑請、三所詰、居敷、身流、乱合、極意
荒木流道具之巻
拾手位、痿、水松明、手操、タイマツ、塊平、カラミ、微塵、鐶縄、砂火矢、隠、丸火
縄之巻
早縄、五方、十文字、落花、村雲、位縄、微塵
清心流勝身
霞、上心、左中脇、右中脇、命門、命玉
清心流組打極意目録
愛曲、宕抜、山剣、大剣、権明、現水、守極
清心流組討

## 系譜
荒木から伊藤まで
- 荒木夢仁斎源秀綱
- 森霞之助勝重
- 伊藤新之丞重次

伊藤新之丞以降
- 伊藤新之丞重次
  - 白岩五右衛門定英（奥州生駒大善太夫家老）
    - 竹河九兵衛真直
      - 村上助三郎義近
        - 岩浅新蔵直孝

  - 萩野十郎兵衛吉勝
    - 萩野源八郎如重
      - 佐藤長左衛門采如
        - 高木此右衛門英長